# Tolazolina
Tolazolina (łac. tolazolinum) – organiczny związek chemiczny, benzylowa pochodna 2-imidazoliny. Jest nieselektywnym antagonistą receptorów α-adrenergicznych. W lecznictwie stosowana w postaci chlorowodorku.

## Mechanizm działania
Blokuje zarówno receptory α1- jak i α2-adrenergiczne. Znosi efekty pobudzenia tych receptorów przez agonisty. Rozszerza obwodowe naczynia krwionośne. Przyspiesza czynność serca, wzmaga perystaltykę przewodu pokarmowego. Podnosi także sekrecję błony śluzowej żołądka.

## Wskazania
- choroby naczyń obwodowych
- zaburzenia krążenia u chorych z miażdżycą
- chromanie przestankowe
- choroba Buergera
- choroba Raynauda
- odmrożenia

## Działania niepożądane
- przyspieszenie akcji serca
- zaburzenie rytmu mięśnia sercowego
- spadek ciśnienia
- rozszerzenie naczyń skórnych – przekrwienie
- uaktywnienie lub nasilenie choroby wrzodowej
- dezaktywacja dehydrogenazy alkoholowej – wzrost stężenia aldehydu octowego we krwi i nasilenie objawów nietolerancji alkoholu (podobnie jak disulfiram)

## Postacie handlowe
W handlu dostępny w postaci roztworów do iniekcji, tabletek i kropli do oczu. Przykładowe preparaty to Pridazol, Priscol i Priscoline.

### Dawkowanie
Maksymalna dawka jednorazowa przy podawaniu doustnym wynosi 50 mg.